# نبردناو کلاس فلوریدا
نبردناو کلاس فلوریدا (به انگلیسی: Florida-class battleship) یک کلاس از کشتی است که طول آن ۵۲۱ فوت ۸ اینچ (۱۵۹٫۰۰ متر) می‌باشد.